# Alfred de Liesville
Alfred Robert Frigoult de Liesville, né le 4 juin 1836 à Caen et mort le 1er février 1885 à Paris 17e, est un aristocrate d’origine normande, érudit et collectionneur, particulièrement intéressé par les objets liés aux révolutions françaises de 1789, 1830 et 1848. Il a légué l’essentiel de sa collection musée Carnavalet, dont il fut l’un des premiers conservateurs.

## Biographie

### Jeunesse en Normandie
Alfred de Liesville est issu d'une famille du Cotentin. À 8 ans, il perd ses parents et devient l’héritier d’une confortable fortune. Il est recueilli par sa sœur Octavie de Saint Paterne, et passe une partie de sa jeunesse à Alençon.
Il y fréquente les sociétés savantes et rédige des études locales et un guide de voyage sur Bagnoles-de-l'Orne. Il s’intéresse à la photographie et immortalisant le port de Cherbourg. C'est à cette époque qu'il commence à développer un goût pour les collections, en rassemblant des minéraux, des fossiles, des mollusques. Il s'intéresse également à l’apiculture. 

### Installation à Paris
Dès 1855, il part pour Paris afin de se rapprocher des milieux artistiques qu’il admire et s’installe en 1860 dans le quartier des Batignolles, au 28 rue Gauthey, dans une maison appartenant auparavant à un peintre. 
À Paris, il se lie d'amitié avec Champfleury.
Pendant 25 ans, il y rassemble une collection importante de chefs-d'oeuvre de la céramique et de témoignages de la Révolution française, qu'il donne en 1880 au Musée Carnavalet. 
Si Alfred de Liesville collectionne assidûment, il reste en retrait de la vie mondaine et son nom n'apparaît que rarement dans les écrits de ses contemporains et sa notoriété est limitée en dehors des cercles amateurs.

### Années 1870
Pendant le siège de Paris en 1870, il participe à la défense de la capitale. À la suite de dénonciations, il est inquiété par la police dans le cadre de la répression de la Commune. 
Entre 1875 et 1879, il s'essaie à la critique d’art en rendant compte du travail des artistes normands exposé au Salons.
Juste avant son décès, il est nommé membre du conseil consultatif constitué pour préparer l'exposition du centenaire de la Révolution. 

### Décès
Alfred de Liesville décède prématurément le 1er février 1885, à l’âge de 48 ans, à un cancer de la gorge, dans sa maison de la rue Gauthey. Ses obsèques ont lieu le 4 février 1885.  

## Activité de collectionneur
Alfred de Liesville a développé une importante collection, achetée principalement en salle des ventes, à Drouot pour l’essentiel et auprès du marchand parisien Baur.
Les objets étaient exposés dans les différentes pièces de sa maison : objets de porcelaine de Chine et du Japon dans le salon et la salle à manger ; objets en cuivre ou en étain de l’orfèvre Briot ; collection de faïences européennes dans l'atelier du premier étage. Un petit cabinet était consacré à son importante collection de monnaies et médailles, dont celles du graveur Dupré.
Près de deux tiers de cette collection sont détruits au cours d’un bombardement pendant les derniers jours de la Commune en 1871.
Liesville avait également constitué une bibliothèque de plus de trois mille ouvrages afin de documenter les techniques et les périodes historiques qui l’intéressaient, aujourd'hui conservé à la bibliothèque municipale d'Alençon.

### Collection autour des périodes révolutionnaires
Liesville a consacré l'essentiel de ses efforts de collectionneur à rassembler des objets liés aux périodes révolutionnaire de 1789, 1830 et 1848, en particulier des faïences et des médailles et des estampes. Les motivations de cet intérêt marqué pour les révolutions sont inconnus : ses contemporains le décrivent néanmoins comme un farouche défenseur de la République « rêvant sans cesse d’un idéal sociologique qui tenait à la fois de Platon, de madame Roland, de Danton, de Lammenais et de Michelet ». 

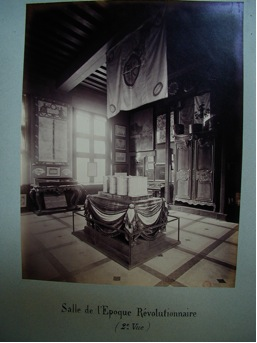
Vues de l’hôtel et du musée Carnavalet : salles de l’époque révolutionnaire. Bibliothèque et musée historique de la ville de Paris. 1884. s.l.

Son ami La Sicotière en dit un peu plus : « C’est surtout à l’histoire de la Révolution, étudiée, non pas dans ses grandes lignes, mais dans ses curiosités, dans ses détails intimes et pittoresques, qu’il se livra avec une passion qui finit par l’absorber tout entier ». 
Parmi les objets rassemblés, Liesville accumule de nombreuses faïences révolutionnaires, dont la mode avait été lancée chez les collectionneurs par Champfleury autour de 1850. C'est justement ce dernier qui initie Liesville à ce domaine. Les deux hommes entretiennent des liens d'amitié, et c'est peut-être Alfred de Liesville que Champfleury évoque dans son roman Violon de faïence lorsque le personnage principal rend visite à un amateur : « Il ne recherche que les faïences de la Révolution de 1789 ; assiettes de la Fédération, brocs en mémoire des prêtres constitutionnels, saucières chantant les vertus de M. Necker, soupières représentant la prise de la Bastille. Cet être bizarre a rempli une maison de haut en bas de céramiques séditieuses… ».
Liesville rassemble également un ensemble de quelques milliers de médailles, portant essentiellement sur les périodes révolutionnaires de 1789, 1830 et 1848. Il leur accorde un rôle mémoriel important. 
Liesville explique ainsi les raisons de ses recherches : « les regrets si souvent exhalés sur la dispersion, la destruction des matériaux historiques ou sur l’imprévoyance et l’ignorance qui ne savent ni les créer, ni les rassembler, ni les conserver, ne nous font-ils pas un devoir, dans l’intérêt de l’avenir, de travailler de toutes nos forces, à réunir et à publier tous les documents qui concernent notre époque. »

### Ouverture au public de son musée privé
Soucieux de partager les richesses qu'il avait accumulé, le collectionneur prête régulièrement à partir de 1850 des œuvres et des objets aux à la plupart des expositions régionales ou rétrospectives organisées à Paris et en province. Il ouvre également le dimanche sa maison aux amateurs qui en faisaient la demande. S'y rassemblent un groupe d’érudits, spécialistes, tels que Poulet-Malassis, Duranty, Champfleury. Ils acceptaient de venir, même de l’étranger, pour aller dans ce quartier perdu de Paris « dans cette petite maison des Batignolles dont ses amis connaissaient seuls le chemin. » Les amateurs pouvaient discuter ou enrichir leur connaissance avec Liesville. « Il leur montrait, religieusement, ses pièces favorites, les étudiait avec eux détail à détail, les commentait sans bruit, sans phrases, en mode précis, en historien plutôt qu’en dilettante ».
Les visiteurs sont ébahis par la masse des objets accumulés. Ainsi, Lady Charlotte Schreiber évoque dans son journal la visite qu’elle fit chez Liesville en novembre 1880. 

### Donation au Musée Carnavalet
Sans héritier direct, Alfred de Liesville décide de faire don à la ville de Paris d'une partie majeure de ses collections, à savoir les objets ayant trait à la Révolution. Cet ensemble, composé, selon les mentions de l'époque, de 86 000 objets, est estimé à 200 000 francs. Il comprend notamment 600 céramiques, 10 000 médailles et monnaies et 15 000 estampes.
La municipalité, qui n'avait pas pu acheter la collection de Champfleury se saisit de l'opportunité et accepte le don au profil du musée Carnavalet, tout juste créé et dont les fonds sont encore ténus. Par l'ampleur de son don, Liesville peut être compté parmi les fondateurs du musée pour sa partie moderne. Le collectionneur est nommé conservateur-adjoint du musée en décembre 1880, avec la charge d'en préparer l'exposition dans les nouvelles salles dédiées à la Révolution. Ces dernières sont inaugurées le 1er mai 1881. 
Jules Cousin, le directeur du musée Carnavalet, envisage Alfred de Liesville pour lui succéder à la tête de l'institution. La maladie affaiblie cependant rapidement le nouveau conservateur-adjoint, qui décède sans pouvoir achever l'inventaire des objets révolutionnaires issus de son don[réf. nécessaire]. 
En hommage à son travail, la ville de Paris dédie alors une salle du musée à son nom. Néanmoins, au gré des divers aménagements imposés par l’augmentation des collections et par l’extension des espaces d’exposition, celle-ci a disparu et le nom de Liesville est tombé dans l’oubli.

### Dons et legs à divers musées
Des procès intentés par des cousines compliquèrent le règlement de sa succession par laquelle le musée Carnavalet se voit attribuer de nouveaux objets. 
Outre le musée Carnavalet, d'autres institutions ont reçu en dons ou en legs des fragments de la collection d'Alfred de Liesville : le musée de Sèvres (dirigé alors par son ami Champfleury) et le musée des Arts décoratifs se voient enrichis de céramiques, tandis que le musée d’Alençon bénéficie de quelques objets dont sa collection de minéraux.
La bibliothèque d'Alençon reçoit via legs les ouvrages du collectionneur portant sur les sciences naturelles, la photographie, l'apiculture, la numismatique et les Arts ainsi que des manuscrits, des autographes ou plus de mille catalogues de vente de la période 1845 à 1880. Parmi ces ouvrages, on compte également un fonds composé de près de 7000 pièces relatives à la franc-maçonnerie ayant appartenu à Armand Gaborria, catholique, négociant à Lille en 1787 et inspecteur général des loteries à Turin en 1803. 
La ville de Paris a reçu également en legs sa maison du 28 rue Gauthey pour en faire une école de dessin pour les jeunes ouvriers. Ce bâtiment n'existe plus, il a été démoli en 1996. Néanmoins, subsiste un atelier des beaux-arts de la ville.